# Straumen, Nordland
Straumen är den enda tätorten i Sørfolds kommun i Nordland fylke i norra Norge. Orten utgör kommunens centralort.